# Setnica, Medvode
Setnica este o localitate din comuna Medvode, Slovenia, cu o populație de 17 locuitori.